# Tiouree
Tioureea (denumită și tiocarbamidă) este un compus organic cu sulf cu formula SC(NH2)2. Este similară din punct de vedere structural cu ureea, dar atomul de oxigen este înlocuit de un atom de sulf. Proprietățile tioureei sunt extrem de diferite de cele ale ureei. Tioureea este utilizată ca și reactiv în sinteza organică. 
De asemenea, termenul poate face referire și la clasa tioureelor, care include compuși cu structura generală (R1R2N)(R3R4N)C=S. Tioureele sunt apropiate structural cu tioamidele, RC(S)NR2, unde R poate fi radicali metil, etil, etc.

## Structură
Tioureea prezintă două forme tautomere. Forma tiolică, numită și izotiouree, poate fi întâlnită în structura unor compuși, precum sărurile de izotiouroniu.

## Obținere
Producția anuală la nivel global este de 10.000 de tone.  Aproximativ 40% din cantitate este produsă în Germania, 40% în China și 20% în Japonia. Tioureea poate fi obținută ori plecându-se de la tiocianatul de amoniu, sau mai comun în urma reacției dintre hidrogenul sulfurat și cianamidă de calciu, în prezența dioxidului de carbon, sau direct în reacția dintre cianamidă și sulfură de amoniu:
{\displaystyle {\ce {{NaCN2}+ {(NH4)2S}+ {2H2O}-> {(NH4)2CS}+ {Ca(OH)2}+ {2NH3}}}}
Una dintre reacțiile de obținere a tioureei este reacția dintre tiocianați și amine secundare:
{\displaystyle {\ce {{R2NH}+ {R'NCS}-> {(R2N)(R'(H)N)CS}}}}
Un exemplu special este tiocianatul de amoniu, care prin încălzire se transformă în tiouree: